# Drosophila dominicana
Drosophila dominicana är en tvåvingeart som beskrevs av Ayala 1965. Drosophila dominicana ingår i släktet Drosophila och familjen daggflugor.
Artens utbredningsområde är Borneo och Nya Guinea.